# Кияжол
Кияжол (каз. Қияжол) — село в Келесском районе Туркестанской области Казахстана. Входит в состав Актобинского сельского округа. Код КАТО — 515437580.

## Население
В 1999 году население села составляло 535 человек (277 мужчин и 258 женщин). По данным переписи 2009 года, в селе проживал 631 человек (329 мужчин и 302 женщины).